# Marcin Malinowski (klarnecista)
Marcin Malinowski (ur. 1986 w Rzeszowie) – polski klarnecista i kompozytor.

## Życiorys
Ukończył Akademię Muzyczną w Gdańsku. Studiował także w klasie prof. Jean-Marca Fessarda w Conservatoire Royal de Bruxelles. Współpracował z zespołami Bester Quartet i NeoQuartet oraz muzykami, takimi jak: Tomas Dobrovolskis, Klaus Kugel, Jarosław Bester, Jan Maksimovič, Piotr Baron i wieloma innymi.
Założyciel zespołów Rzeszów Klezmer Band, Meadow Quartet i projektu Hear The Dybbuk. W swojej twórczości inspiruje się przede wszystkim tradycyjną muzyką żydowską. Porusza się w stylistykach od muzyki klasycznej przez jazz, aż po muzykę elektroniczną.

## Dyskografia
- Meadow Quartet – David & Goliath (Multikulti Project 2015)
- Meadow Quartet – The Erstwhile Heroes (Multikulti Project 2013)
- Marcin Malinowski / Dorota Roszkowska / Ewa Kaszuba / Michał Piwowarczyk / Aleksandra Kuczewska – Osvaldo Golijov – The Dreams and Prayers of Isaac the Blind (Multikulti Project 2012)
- Meadow Quartet – Unexpected (Multikulti Project 2012)
- Rzeszów Klezmer Band – Siedem 2005

### Gościnnie
- Bester Quartet – The Golden Land (Tzadik 2013, TZ 8178)